# إس. إس. ديفيس
إس. إس. ديفيس (بالإنجليزية: S. S. Davis)‏ هو سياسي أمريكي، ولد في 19 ديسمبر 1817 بروكينغهام في الولايات المتحدة، وتوفي في 11 مايو 1896 بنيوتن في الولايات المتحدة. حزبياً، نشط في الحزب الجمهوري. وقد انتخب عمدة سينسيناتي، أوهايو (1871 – 1873).